# Парванова Марія Миколаївна
Марія Миколаївна Парванова (Порванова) (1904, болгарська колонії Іванова (Ново-Іванівка) Аккерманського повіту Бессарабської губернії, тепер село Нова Іванівка Арцизького району Одеської області — ?) — радянська діячка, колгоспниця, завідувачка дитячих ясел колгоспу «Червоний прапор» Ново-Іванівського району Ізмаїльської області. Депутат Верховної Ради УРСР 2-го скликання.

## Життєпис
Народилася в родині селянина-середняка. У 1918 році закінчила Новоіванівську народну школу і працювала в рідному селі у сільському господарстві.
У 1940 році, після окупації Бессарабії радянськими військами, працювала в колгоспі села Нової Іванівки. Під час німецько-радянської війни румунські жандарми розстріляли чоловіка Марії Парванової.
У 1945 році створила ініціативну групу з 25 осіб і разом з ними вступила до колгоспу «Червоний прапор» села Нової Іванівки Ново-Іванівського району Ізмаїльської області.
Працювала колгоспницею, завідувала дитячими яслами колгоспу «Червоний прапор», вибиралася членом батьківського комітету школи і головою жіночої ради села Нової Іванівки Ново-Іванівського району Ізмаїльської області.

## Нагороди
- ордени
- медалі